# Grand Marais (Minnesota)
Grand Marais település az Amerikai Egyesült Államok Minnesota államában, Cook megyében, melynek megyeszékhelye is. Lakosainak száma 1337 fő (2020. április 1.).

## Népesség
A település népességének változása:

| 2010 | 1 351 |
| 2020 | 1 337 |